# یواس‌اس ماسکوما (ای‌او-۸۳)
یواس‌اس ماسکوما (ای‌او-۸۳) (به انگلیسی: USS Mascoma (AO-83)) یک کشتی بود که طول آن ۵۲۳ فوت ۶ اینچ (۱۵۹٫۵۶ متر) بود. این کشتی در سال ۱۹۴۳ ساخته شد.